# Euploea regalis
Euploea regalis är en fjärilsart som beskrevs av Moore 1883. Euploea regalis ingår i släktet Euploea och familjen praktfjärilar. Inga underarter finns listade i Catalogue of Life.